# Hans Jung (Politiker, 1930)

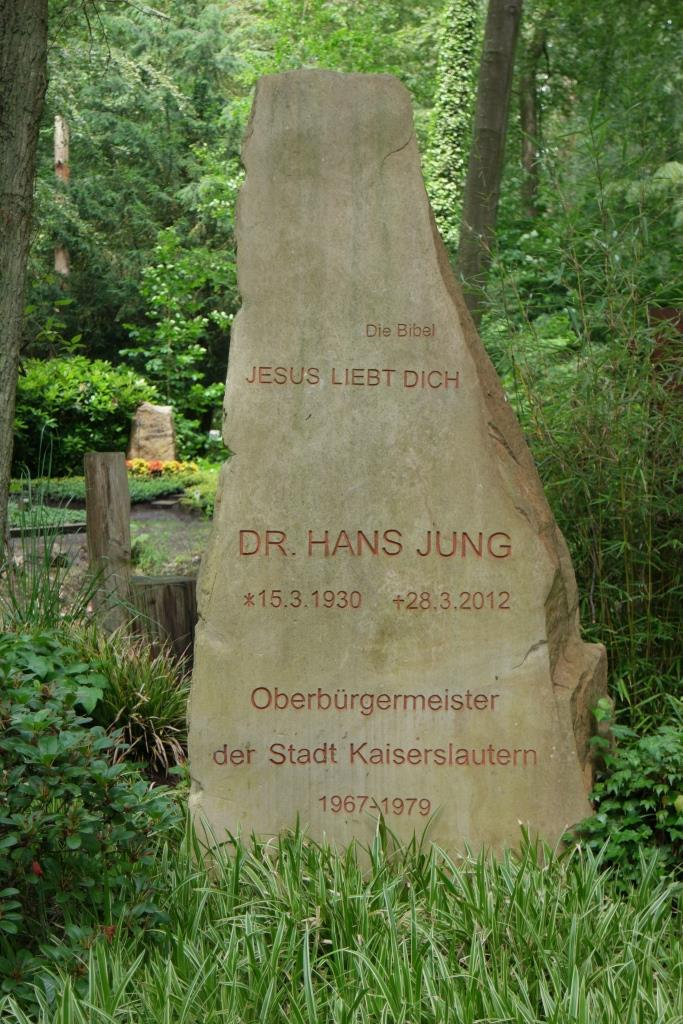
Grab von Hans Jung auf dem Hauptfriedhof Kaiserslautern

Hans Jung (* 15. März 1930 in Kaiserslautern; † 28. März 2012 ebenda) war ein deutscher Jurist und Politiker (SPD). Von 1967 bis 1979 war er Oberbürgermeister der Stadt Kaiserslautern.

## Leben
Hans Jung, geboren in der Pfalz als Sohn von Hedwig Jung, geborene Conrad, und August Jung, studierte Rechts- und Wirtschaftswissenschaften an der Johannes Gutenberg-Universität Mainz. Er legte das Erste Juristische Staatsexamen ab und wurde 1956 zum Doktor der Rechte promoviert (Dissertation: Die Nebenbestimmungen der Verwaltungsakte). Nach dem Zweiten Juristischen Staatsexamen trat er in den Verwaltungsdienst ein und wurde zum Regierungsrat ernannt.
Jung betätigte sich kommunalpolitisch und war von 1962 bis 1967 Beigeordneter und Baudezernent der Stadt Kaiserslautern. In dieser Funktion hatte er unter anderem die Aufsicht über den Ausbau des Betzenbergstadions. Nach Walter Sommers Eintritt in den Ruhestand 1967 übernahm er das Amt des Oberbürgermeisters und war damit das jüngste Stadtoberhaupt in Westdeutschland. Während seiner Amtszeit erhielt Kaiserslautern nach Eingemeindungen zahlreicher Vororte 1969 den Status einer Großstadt. Ein Jahr später erfolgte die Grundsteinlegung der Technischen Universität Kaiserslautern. 1974 wurde die Städtepartnerschaft mit dem London Borough of Newham begründet. Mitte der 1970er Jahre entbrannte in der Kaiserslauterer SPD ein innerparteilicher Streit zwischen Jung und dem Kultusdezernenten Baltfried Barthel, der bundesweites Aufsehen erregte. Nach der Kommunalwahl 1979 wurde Jung von Theo Vondano als Oberbürgermeister abgelöst.
Jung war Mitglied in verschiedenen Aufsichtsräten, ab 1973 Präsident des Sparkassen- und Giroverbandes Rheinland-Pfalz, stellvertretender Vorsitzender des Verwaltungsrates der Landesbank Rheinland-Pfalz und Vorsitzender des Verbandes kommunaler Unternehmen. Bis 1985 war er Mitglied des Vorstandes der Bayerischen Brauerei Schuck-Jaenisch AG in Kaiserslautern. 1986 nahm er eine Tätigkeit als Rechtsanwalt bei der Kanzlei Dr. Langguth & Kollegen in Kaiserslautern auf, die er bis zu seinem Tode ausübte. Darüber hinaus wirkte er als Dozent an der Deutschen Hochschule für Verwaltungswissenschaften Speyer, der Verwaltungs- und Wirtschaftsakademie sowie an der Technischen Universität Kaiserslautern, deren Kuratorium er angehörte, und war Rotarier.
Hans Jung war evangelisch, mit Margarete Jung, geborene Wittka, verheiratet und hatte zwei Töchter (Elke und Petra). Er starb im März 2012 im Alter von 82 Jahren in Kaiserslautern und wurde am darauf folgenden Freitag von einer großen Trauergemeinde begleitet auf dem Hauptfriedhof Kaiserslautern beigesetzt.

## Ehrungen
- Ehrensenator der Technischen Universität Kaiserslautern[3]
- Bundesverdienstkreuz am Bande (4. Juni 1973)[4]
- Goldene Stadtplakette der Stadt Kaiserslautern (2010)